# Ciúb
ciúb, abgeleitet vom englischen Wort cube = „Würfel“, ist ein Würfelspiel von Tom Lehmann, das im Jahr 2014 bei dem deutschen Verlag Amigoerschienen ist. Bei dem Spiel geht es darum, mit Hilfe der verfügbaren Würfel in einer Kartenauslage vorgegebene Würfelkombinationen zu werfen. Durch spezielle Symbole auf den Würfeln können diese durch andersfarbige Würfel mit unterschiedlichen Werten und Symbolen ausgetauscht werden, zudem kann die Würfelanzahl über die Runden erhöht werden, um die für die Aufgaben notwendige Anzahl und deren Werte zu erreichen.

## Hintergrund und Material
Bei ciúb geht es darum, mit den jeweils verfügbaren Würfeln der Spieler Kombinationen zu würfeln, die über eine Kartenauslage vorgegeben sind, oder dies durch den Tausch gegen andere Würfel und die Aufstockung der Würfelanzahl zu ermöglichen. Das Spielmaterial besteht dabei neben der Spielanleitung aus:
- 62 sechsseitigen Würfeln, davon 20 weiße Würfel und jeweils 12 Machtwürfel in sechs Farben mit unterschiedlichen Werten und Symbolen,
- 7 Übersichtskarten für die Würfeltypen,
- 33 Aufgabenkarten (Zauberkarten) in den Schwierigkeitsgraden A bis D, auf denen verschiedene Aufgaben abgebildet sind (spezifische Würfelwerte, gleiche Würfel, minimale Gesamtpunktezahl)
- vier Spielertableaus und
- vier Markersteinen.

Thematisch wird das Spiel in ein Zaubererduell eingebettet, bei dem die Spieler Finde den Weg über die Zauberkarten hin zur Krone ihrer Zunft, dem Opus Magnum, finden müssen.

## Spielablauf
Zum Beginn des Spiels wählt jeder Spieler eine Farbe und bekommt das entsprechende Spielertableau, den Markerstein sowie fünf weiße Würfel. Die restlichen weißen Würfel und die farbigen Machtwürfel werden sortiert und jeweils mit der passenden Übersichtskarte in der Tischmitte platziert. Die Zauberkarten werden nach den angegebenen Buchstaben A bis D sortiert und danach in den jeweiligen Stapel einzeln gemischt. Entsprechend der Spieleranzahl und der angestrebten Spielzeit werden einzelne A-, B- und C-Karten entfernt, danach werden sie verdeckt absteigend von C bis A auf einen Nachziehstapel gelegt, sodass die A-Karten ganz oben liegen; die D-Karte wird offen unter den Stapel gelegt. Die obersten 10 Karten werden zu jeweils 5 Karten in eine obere und untere Reihe als Aufgabenkarten ausgelegt.
Das Spiel wird reihum im Uhrzeigersinn beginnend mit einem Startspieler gespielt. Die Spieler versuchen jeweils in ihrem Zug mit den ihnen zur Verfügung stehenden Würfeln eine der in der unteren Reihe ausliegenden Aufgabenkarten zu erfüllen und die darauf angegebenen Siegpunkte zu bekommen. Zu Beginn jedes seiner Züge darf ein Spieler seinen Marker auf eine Karte platzieren und sie somit gegenüber den anderen Spielern vor einer Erfüllung oder Entfernung sichern, alternativ darf er eine Karte der oberen Reihe aus dem Spiel entfernen und durch eine neue Karte vom Nachziehstapel ersetzen.
Nachdem der Marker (um)gesetzt oder eine Karte entfernt wurde, würfelt der aktive Spieler mit allen ihm verfügbaren Würfeln (zu Beginn entsprechend mit den fünf weißen Würfeln). Diese gelten nach dem Wurf als aktive Würfel und können für Würfel-Aktionen eingesetzt oder auf die Würfelschale auf dem Spielertableau abgelegt werden. Würfel in der Würfelschale bleiben bis zum Ende des Zuges liegen und werden nicht verändert, mit ihnen kann der Spieler am Zugende eine Zauberkarte erfüllen oder sie bei einem entsprechenden Symbol gegen andere Würfel eintauschen.

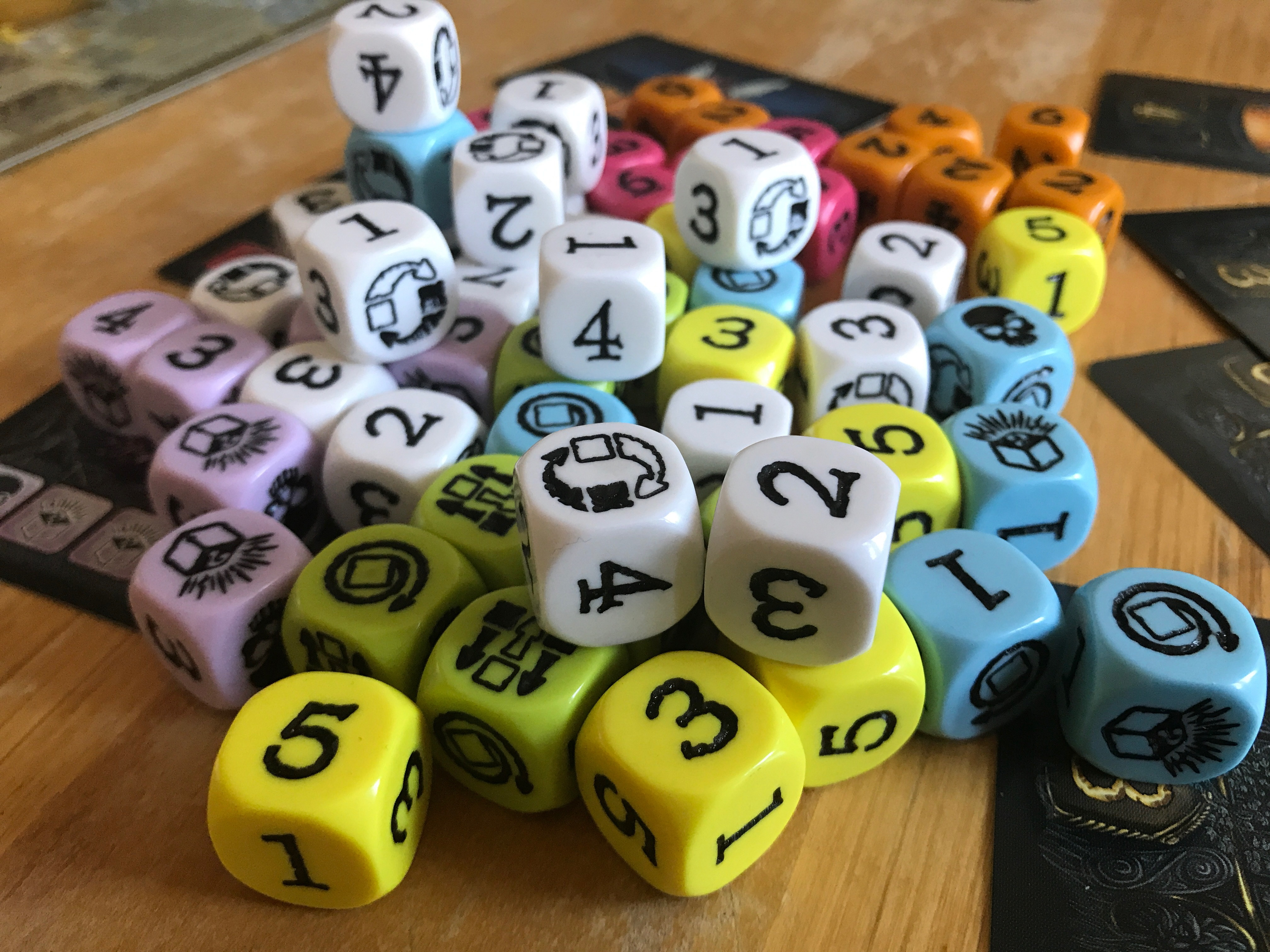
ciúb enthält insgesamt 62 sechsseitige Würfel in 7 Farben.

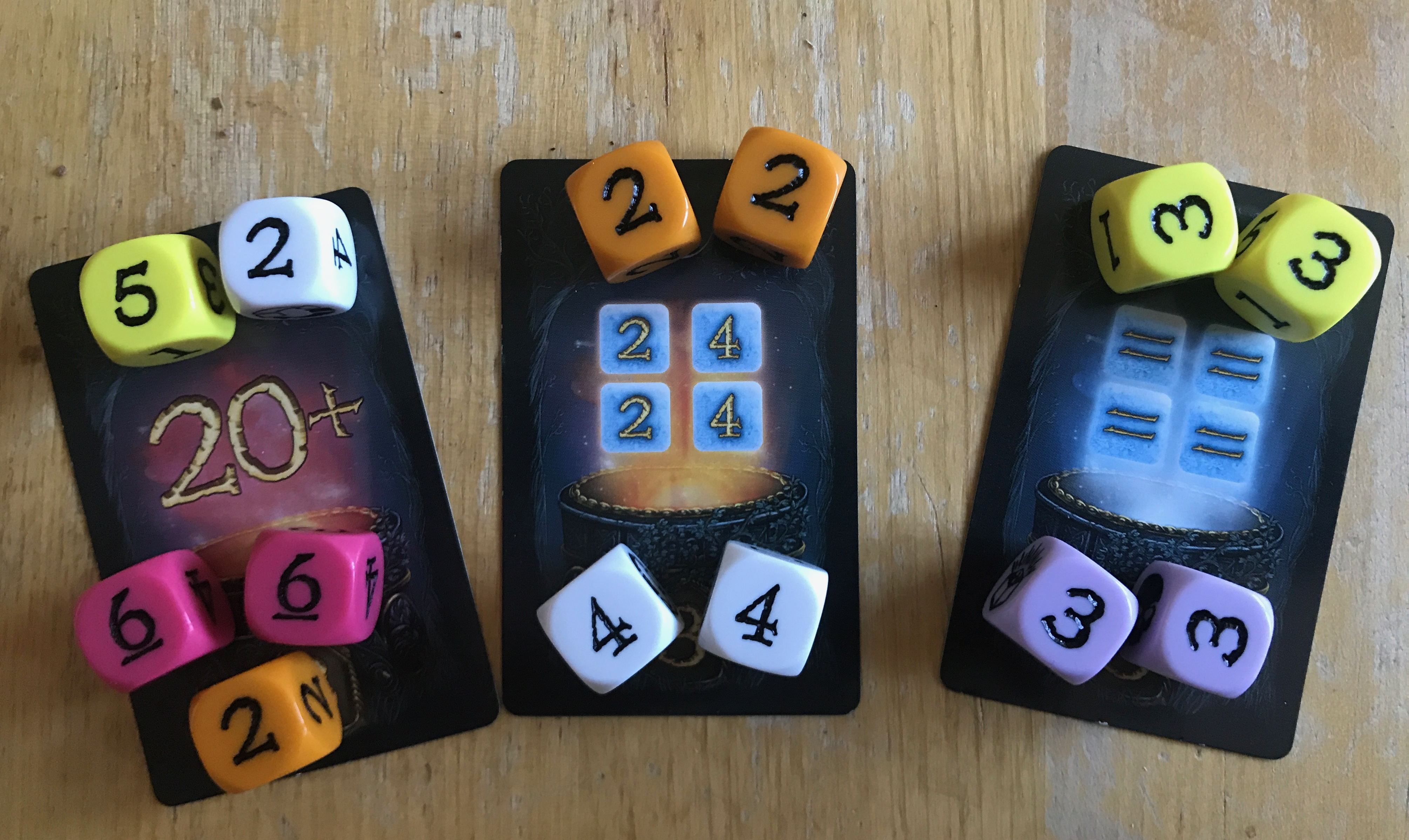
Die Kartenaufgaben müssen mit den vorhandenen Würfeln erfüllt werden.

Jeder Würfel kann, abhängig von seiner Farbe, Zahlenwerte oder Symbole zeigen. Mit den Symbolen auf den aktiven Würfeln können teilweise Würfel verändert werden – dafür gibt es drei Optionen:
- Würfel austauschen: Mit einem Würfel, der dieses Symbol trägt, kann dieser gegen einen beliebigen anderen aus dem Vorrat ausgetauscht werden. Der neue Würfel ist ein inaktiver Würfel, der in der laufenden Runde nur benutzt werden kann, wenn er durch die Aktionen „Neu würfeln“ oder „Beliebig drehen“ verändert wird.
- Neu würfeln: Durch einen Würfel mit diesem Symbol darf ein beliebiger Würfel, der noch nicht in der Würfelschale liegt, neu gewürfelt werden. Ein inaktiver Würfel, der durch die Aktion „Würfel austauschen“ ins Spiel gekommen ist, wird durch das neu Würfeln zu einem aktiven.
- Beliebig drehen: Durch einen Würfel mit diesem Symbol darf ein beliebiger Würfel, der noch nicht in der Würfelschale liegt, auf eine beliebige Seite gedreht werden. Ein inaktiver Würfel, der durch die Aktion „Würfel austauschen“ ins Spiel gekommen ist, wird durch das Drehen zu einem aktiven. Wird ein Würfel auf eine Aktionsseite gedreht, darf diese sofort genutzt werden. Soll der Würfel, der das Symbol zeigt, gedreht werden, darf er nur auf eine Zahl gedreht werden.

Neben diesen Symbolen gibt es zwei weitere, die keine Aktionen auslösen:
- Totenkopf: Alle aktiven Würfel, die einen Totenkopf zeigen, müssen sofort in die Würfelschale gelegt werden. Sie haben keinen Zahlenwert, können jedoch zum Erfüllen einer Aufgabe genutzt werden, die mehrere gleiche Würfel unabhängig von deren Wert erfordern.
- 2 gegen 1: Ein Würfel mit diesem Symbol darf in die Würfelschale gelegt werden. Er ermöglicht es bei Rundenende, diesen Würfel gegen zwei beliebige Würfel aus dem Vorrat einzutauschen und so für die nächste Runde den Würfelbestand aufzustocken und die Art der Würfel zu verändern.

Zahlenwerte auf den Würfeln haben keine Sonderfunktionen und werden eingesetzt, die Aufgaben der Zauberkarten zu erfüllen. Der Spieler kann so lange würfeln, wie er pro Wurf mindestens einen Würfel in die Würfelschale legen kann und noch aktive Würfel hat. Danach kontrolliert er, ob er eine der Karten der unteren Reihe erfüllen kann. Ist dies der Fall, bekommt er die Karte (mit den entsprechenden Siegpunkten) und füllt die entstehende Lücke mit einer beliebigen Karte der oberen Reihe auf. Zudem muss der Spieler seine Würfelanzahl auf fünf reduzieren und darf so viele Würfel wie er möchte gegen weiße Würfel eintauschen.
Kann oder will ein Spieler nach dem Ende des Zuges keine Karte erfüllen, bekommt er für seine nächste Runde einen beliebigen zusätzlichen Würfel und beendet seine Runde; auch er kann beliebig viele seiner Würfel gegen weiße Würfel austauschen. Zudem kann er 2-gegen-1-Würfel aus seiner Würfelschale gegen je zwei beliebige Würfel tauschen. Am Ende des Zuges darf ein Benutzer allerdings maximal fünf weiße Würfel und je maximal 4 Würfel jeder Farbe besitzen.

### Spielende und Auswertung
Das Spielende wird eingeläutet, wenn ein Spieler die letzte C-Karte aufdeckt und damit die D-Karte offen ausliegt. Der nächste Spieler, der eine Karte der unteren Reihe erfüllen kann, bekommt die D-Karte als Bonus und beendet das Spiel, alle anderen Spieler dürfen danach noch einen Zug machen. Bei diesem letzten Zug werden keine Marker versetzt oder Karten aus dem Spiel genommen und die Spieler dürfen eine Karte der kompletten Auslage erfüllen. Nachdem alle Spieler ihren Zug beendet haben, werden die Siegpunkte der erfüllten Karten addiert, der Spieler mit den meisten Punkten gewinnt das Spiel. Bei einem Gleichstand gewinnt der Spieler mit der höheren Anzahl verbliebener Würfel.

## Ausgaben
ciúb wurde von dem amerikanischen Spieleautor Tom Lehmann entwickelt und 2014 bei dem deutschen Spieleverlag Amigo in einer multilingualen Ausgabe sowie 2018 erneut in einer englischen Version veröffentlicht.

## Belege
1. 1 2 3 4 5 6 7 8 9  Offizielle Spielregeln für ciúb, Download auf der Verlagswebsite (Memento des Originals vom 25. Oktober 2018 im Internet Archive)  Info: Der Archivlink wurde automatisch eingesetzt und noch nicht geprüft. Bitte prüfe Original- und Archivlink gemäß Anleitung und entferne dann diesen Hinweis. zum Spiel; abgerufen am 24. Oktober 2018.
2. ↑  Versionen von ciúb in der Datenbank BoardGameGeek; abgerufen am 24. Oktober 2018.